# Еловая (приток Кети)
Ело́вая (в среднем течении — Большая Еловая, в верховье — Чижандзи; южноселькупск. Ӄӯдый Кы) — река в Красноярском крае России. Левый приток реки Кети (бассейн Оби). Устье расположено в 863 км от устья Кети. Длина реки — 331 км. Площадь водосборного бассейна — 6230 км². Протекает по заболоченной равнине южной части Обь-Енисейского междуречья. Питание смешанное, с преобладанием снегового. Половодье с мая по август.
Населённые пункты на реке — Суханово и Колегово — расположены в низменностях.

## Бассейн
- 24 км: Чёрная лв
- 45 км: Малая Еловая лв
  - 28 км: Питейка лв
    - 8 км: Малая Питейка пр
      -  ? км: Незаметная пр

    -  ? км: Тихий пр
    - 42 км: Правая Питейка пр

  - 31 км: Кювайка лв
    - 14 км: Мартемьяновская пр

  - 68 км: Бобровка лв
  - 93 км: Берёзовая лв
  - 125 км: Малая Берёзовая лв
  - 129 км: Тагылдат лв
  - 144 км: Туйдат лв
  - 172 км: Листвянка лв
  - 193 км: Коль
- ? км: Приозёрный лв
- ? км: Выдровка лв
- 195 км: Бугристая лв
- 227 км: Белая лв
- ? км: Малая Горелая пр
- 257 км: Большая Горелая пр
- 270 км: Тройная лв
- 274 км: Кукушкина лв
- 283 км: Еловик лв
- ? км: Сухая пр
- ? км: Гаревой пр
- ? км: Левый Чижандзи лв

## Данные водного реестра
По данным государственного водного реестра России относится к Верхнеобскому бассейновому округу, водохозяйственный участок реки — Кеть, речной подбассейн реки — бассейн притоков (Верхней) Оби от Чулыма до Кети. Речной бассейн реки — (Верхняя) Обь до впадения Иртыша.